# Saint-Martial-le-Mont
Saint-Martial-le-Mont är en kommun i departementet Creuse i regionen Nouvelle-Aquitaine i de centrala delarna av Frankrike. Kommunen ligger i kantonen Saint-Sulpice-les-Champs som tillhör arrondissementet Aubusson. År 2022 hade Saint-Martial-le-Mont 264 invånare.

## Befolkningsutveckling
Antalet invånare i kommunen Saint-Martial-le-Mont
Referens:INSEE